# Açıkyol, Nusaybin
Açıkyol là một xã thuộc huyện Nusaybin, tỉnh Mardin, Thổ Nhĩ Kỳ. Dân số thời điểm năm 2010 là 32 người.